# 沖縄県の歴史
沖縄県の歴史（おきなわけんのれきし）は、現在の沖縄県にあたる領域を中心とした歴史である。沖縄県となる以前の、先史時代、琉球王国時代、琉球藩時代もここで述べる。

## 琉球と沖縄の名称

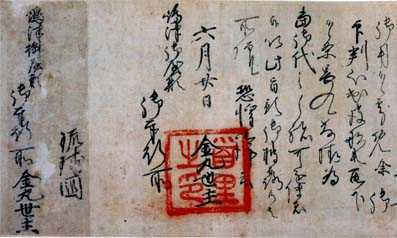
琉球国金丸世主書状（1471年）。島津宛の金丸（尚円王）の書状で、琉球国の表記が見える。

### 琉球
「琉球」の表記は、『隋書』「卷八十一 列傳第四十六 東夷傳 流求國」（607年（大業3年）と翌年の記事）が初出である。
同書によると、「607年（大業3年）、隋の煬帝が「流求國」に遣使するが言語が通ぜず1名を拉致して戻った。翌608年（大業4年）再び遣使し慰撫するも流求は従わず『布甲』を奪い戻る。
この時倭国からの使者（小野妹子か）がその『布甲』を見て『此夷邪久國人所用也』と言った。
帝は遂に陳稜に命じ兵を発し流求に至らしめ、言語の通じる崑崙人に慰諭させるもなお従わず逆らったため之を攻め、宮室を焼き払い男女数千名を捕虜として戻った。」の旨記す。
同書は流求國の習俗を子細に記すが、その比定先として挙げられる台湾や周囲の先島諸島、沖縄諸島やルソン島などは、この時は先史時代に当たり同定は難しい。
なお、「夷邪久」は屋久島を指すとする説と、南島全般（すなわち種子島・屋久島より南方）を指すとする説とがある。
隋書より後は、「流鬼」（『新唐書』）、「瑠求」（『元史』）などと様々に表記されるが、いずれも「流求（溺れ助けを求む）」、「流鬼（溺れる鬼）」、「留仇（敵のいる所）」などと言った蔑称であり「琉球」に落ち着いたのは明時代以降である。
最も使用の多かった「流求」に冊封国の証として王偏を添えられ「琉球」とし、14世紀後半、本島に興った山北・中山・山南の3国に対する明側からの呼称である。その後15世紀初期に統一国家となった以降は自国の外交的国号として「琉球國」を用いた。
明以前の「琉球」が現在の沖縄県周辺を指していたかは判然とせず、台湾を指していたという説や、あるいは単に中国大陸の東方にある（日本以外の）島々を漠然と指していたという説もある。
なお鎌倉時代には、1305年（嘉元3年）の称名寺所蔵行基図や14世紀半ば作と見られる『日本扶桑国之図』共に、南島の領域として「龍及國」と記されており、これは三山の朝貢貿易開始よりも前である。
また、第二次世界大戦直後に名護市出身の共産党最高幹部徳田球一が「沖縄民族は少数民族であり、歴史的に搾取、収奪された民族である。」との主張を行ったのだが、連合国軍最高司令官のダグラス・マッカーサーはこれを日沖分断作戦に利用し、琉球政府など「琉球」の名称を再利用させた。

### 沖縄
「おきなわ（おきなは、あこなは）」の呼称については定かではないが、唐から日本への帰化僧・鑑真の伝記『唐大和上東征伝』（779年） の中で、第10次遣唐使船の帰路の中途、天平勝宝五年（752 - 753年）に鑑真らが「阿児奈波」に着いた とあり、この島を沖縄本島に比定している。これが日本側史料における初出である。
他には鎌倉時代の『平家物語』に「おきなは」とある。室町時代、宗碩の連歌用語辞典『藻塩草』（1513年頃）では「をきなふ」である。
また第二尚氏代編纂「おもろさうし」には平仮名の「おきなわ」という名の高級神女名が確認され、「おきなわ」なる御嶽があったことを示唆している。
その他にも「浮縄（うきなわ）」、「悪鬼納（おきな）」、「倭急拿（うちな）」、「屋其惹（うちな）」といった表記も見られる。
近現代の「沖縄」という表記は当て字であり、1600年代初頭の薩摩藩の行政文書に沖縄と書かれて以来、新井白石の『南島誌』（1719年・享保4年）にもまるで「沖」に浮かぶ「縄」のように細い島であるという表現が使われ、『平家物語』の「おきなは」に「沖縄」の字を当てて作ったと言われている。この「沖縄」が琉球処分後の県名に採用され、今日では一般化している。

### その他
「琉球国」は、前述のとおり琉球王国の国号「琉球國」であるとともに、琉球処分・沖縄県設置後も日本側の公文書に「薩摩国一円 外琉球国」や「沖縄県琉球国…」と記されるなど、法令上あるいは行政上、地域を指す「国名」として一時的に用いられた。
「琉球」は中国側からの他称であり、「沖縄」は本島の住民が周辺の島々や宮古、八重山に対する本島を指すことが語源で、沖縄固有の言葉に基づく名称である。
なお14世紀以後中国では沖縄本島を「大琉球」、台湾を「小琉球」と呼称したりしていたことがあるため、両者が史書等で混同されることも多かった。

## 先史時代
奄美・沖縄では本土のような縄文時代、弥生時代のような区分は行われず、先史時代は土器出現以前の後期旧石器時代と土器出現後の貝塚時代（縄文時代 - 平安時代）とに分けられる。

### 旧石器時代
沖縄県にいつ頃から人類が現れたのかは不明だが、現在の南西諸島は、最終氷期にはアジアと陸続きであり、その頃に様々な動物と共に移り住んできたものであろう。
県内最古、かつ日本最古の人骨は那覇市で見つかった山下洞人で、今からおよそ3万2千年前のものだと推測されている。
また、1967年に具志頭村（現在の八重瀬町）で発見された港川人骨はおよそ1万8000年前のものとされ、日本で初めて見つかった完全な形に近い旧石器時代人骨として有名である。
化石人骨は沖縄本島を中心に、久米島(下地原洞人)、伊江島(ゴヘス洞人)、宮古島(ピンザアブ洞人)、石垣島(白保竿根田原洞人)からも見つかっている。
長らく、県内からは確実な「旧石器」の報告例はなかったが、南城市サキタリ洞遺跡で1万2千年前の石器と人骨が発見されたことが2012年に報告された。
この遺跡から世界最古(約2万3千年前)の釣り針が見つかった。
このほかにも、一部に旧石器らしき石器はあるが、研究者の間で評価が定まっているとは言いがたい。
北辺の鹿児島県奄美群島からは細石器がみつかっている。
また、以前はV字状に加工したようなシカの骨を「叉状骨器（さじょうこっき）」としていたが、多くはシカが異食症によって骨を噛んでできたものとする説が有力である。
港川人の年代から、続く貝塚時代までの約1万2000年間の遺跡はほとんど発見されておらず、長らく空白期とされてきたが、近年では上記のようにサキタリ洞などでこの間の空白を埋める人骨や石器が発見されつつある。
矢じりなどに使用される黒曜石は、沖縄では産出されず九州で産出された黒曜石が縄文時代晩期に出土している。

### 沖縄貝塚文化
貝塚時代は、縄文時代にあたる貝塚時代前期と、弥生時代から平安時代にあたる貝塚時代後期に大きく分けられる。
沖縄貝塚時代は採集、漁猟、狩猟が生業の中心であった。
前半については本土の縄文時代中期頃から遺跡がみられるようになる。
狩猟採集経済で縄文土器に類似する波状口縁の土器をもつことなどから「縄文時代」の名称を使用する場合もあるが、縄文時代・縄文文化とするかは意見が分かれる。
7000年前位から縄文式様の土器が現れ、4000年前位から伊波式、萩堂式など沖縄独自様式の土器が現れる。
中期の2500年前位から竪穴建物の集落が現れる。
後期は、海岸砂丘上に遺跡立地が移動し、交易と漁撈を中心とした生業と考えられている。
弥生時代の特徴に稲作（水稲耕作）があげられるが、現時点で弥生時代にあたる時期の水田はみつかっておらず、農耕がはじまるのは貝塚時代後期の末である。
弥生土器など弥生時代の遺物の流入はみられるものの、弥生文化の影響はあまり見られず、むしろ独自色が顕在化する時期である。また貝の道と呼ばれる、貝輪などの貝製品の材料となる南西諸島に生息する貝を日本本土へ（遠くは北海道まで）大量に運ばれたことが知られている。
また、奄美地方では螺鈿細工の原料となるヤコウ貝の集積地が存在し唐代貨幣（開元通寶）が発見される事から九州地方の商人の活動が推定されている。
縄文文化の影響が強かった沖縄諸島に対し、先島諸島（宮古諸島・八重山諸島）ではかなり違った様相が見られる。
縄文時代に当たる古い時期には、厚手平底の牛角状突起がある下田原（しもたばる）式土器などが見られる。
これらは縄文土器よりも台湾先史時代の土器との共通点が指摘されており、この時期には縄文文化と異なる東南アジア系の文化（オーストロネシア系文化）があったとも考えられる。その後約2500年前から先島諸島は無土器文化の時代に入るが、この時代もシャコガイを用いた貝斧など東南アジアとの関連性を示唆する遺物がみられる。
約800年前ごろになると徳之島産のカムィ焼や長崎産石鍋やそれを模倣した鍋形土器などがみられるようになり、本島地方と近しい文化をもつようになる。
古代史では、『続日本紀』の記録として、714年（和銅7年）に「信覚・球美」などの人々が来朝したと記されている。
新井白石は「信覚」は石垣島、「球美」は久米島に比定している。
また753年（天平勝宝5年）には鑑真が渡航の途中「阿児奈波島」に到着したとされ、これは沖縄本島のこととされる。
これ以後の沖縄の名称は長らく記録から消える。
これらの古代史料から、7世紀から8世紀にかけての南西諸島社会は身分が形成され階級社会へ向かっていたとする説や政治的社会が形成されつつある社会との説が出されている。

#### 貝塚時代後期
貝塚時代も後期に入ると、九州南部や中国との交易が次第に盛んになり、後のグスク時代やそれ以降まで続いた。
主な交易品は鉄器や貨幣としての開元通宝、ヤコウガイであり、晩期の11世紀に入るとカムィ焼などの産品も加わった。

## 古琉球
沖縄県における農耕の痕跡のうち最古のものは紀元前8世紀頃のものだが、本格的な農耕社会が成立したのは12世紀頃だとされている。
農耕社会が成立してから、島津氏の侵攻（1609年）までを「古琉球」と呼ぶ。

### 神話において
琉球王国の正史『中山世鑑』（1605年編纂）によると、天の最高神（アマミクまたはアマミキヨ）が琉球の島々をつくり、夫婦の神を島に遣わしたという。
夫婦神は島で三男二女をもうけ、長男は国王の祖先となり、彼の子孫を天孫氏と言う。また次男は諸侯の、三男は農民の、長女は君々（高位の神女）の、次女はノロ（巫女）の先祖となった。天孫氏は25代に亘って沖縄本島を支配したとされる。
天孫氏の治世は王国の正史とはなっているが、神話上の王統であり考古学上も伝承上も実在しないと考えられている。
そのため統治期間の比定も諸説あるが、東恩納寛惇は大業元年（605年）から、舜天が即位した1187年（淳煕14年）の前年である1186年（淳煕13年）までと比定している。
宮古島にも別系統の創造神話がある。詳しくは宮古島#神話の項を参照。

### 古代
琉球外の日本や中国には古代から（現代の）南西諸島との関係がうかがえる記述が現れる。
『日本書紀』では616年（推古天皇24年）に掖玖・夜勾の人30人がやってきて、日本に永住したという記事が見られ、629年（舒明天皇元年）には大和朝廷から掖玖に使として田部連が派遣されたという記載や、657年（斉明天皇3年）に海見嶋なる島名が登場し、677年（天武天皇6年）に多禰島人を饗したとか、679年（天武天皇8年）に朝廷から使を多禰島に遣わしたという記事などが見られる。
また、682年（天武天皇11年）には、朝廷から多禰人・掖玖人・阿麻彌人（奄美人）それぞれに禄を賜るという記事がある。
この時代は前掲の『隋書』の例のとおり琉球弧から台湾に至るまで未開の先史時代であるうえ、日本・中国いずれからも文献のみに表れた絶海の辺境の地であった。
古代から日本と関係の深かった多禰（種子島・屋久島）は別として特定の島に同定する事は困難を伴う。そのような前提の上で、例えば「夷邪久」は屋久島の事とも、南島全般を指すともされるし、また掖玖に複数の漢字が当てられており、古代日本で琉球弧全般の交易品である「ヤコウ貝」のことを「ヤク貝」と後世に読んでいる事から、初めは掖玖（ヤク）が必ずしも特定の島の事ではなく複数の島々あるいは南島全般を指す言葉として用いられたとも考えられる。
奄美（アマミ）に関しても、「あまみ」に複数の漢字が当てられている記載があることから、同様の事が言える。
『続日本紀』には、698年（文武天皇2年）に朝廷の命により、務広弐文忌寸博士が南島（なんとう）（原文表記は南嶋）に派遣されたとある。
このときの文忌寸博士の任務は掖玖、多褹、菴美の朝貢関係を確認することにあり、699年（文武天皇3年）に多褹・掖玖・菴美・度感など島々から朝廷に来貢があり位階を授けたと記載がある。南島の献上宝物を伊勢神宮および諸神社に奉納したとの記載もある。また、これ以降、朝廷は多褹に国司を派遣するとともに、球美や信覚にも服属を求める使者を派遣している。
715年（元明天皇霊亀元年）には南島奄美・夜久・度感・信覚・球美等から来朝し方物を貢上したという記載があり、このとき、天皇は大極殿（平城京）で正月の朝賀を受けられ、皇太子が礼服を着して拝朝を行い、朱雀門で鉦鼓と笛で騎兵が左右に整列して陣し朝賀の儀を行ったと記載がある。
このとき蝦夷の人々も来朝し、蝦夷と南島の人々に位階を授けたとある。他にも720年（元正天皇養老4年）に南島人232人に位を授け、また727年（聖武天皇神亀4年）に南島人132人に位階を授けた、などの記載がある。
この頃、朝廷は遣唐使派遣のための航路を南西諸島沿いに求めており、遣唐使船が寄港し補給するためにもこれら諸島との交流が必要であった。
それとともに、南西諸島に属する島々が朝廷に貢献していたことを示している。
中国の史書における初出は、636年の「流求」（『隋書』「東夷伝」）と言う記述である。また、779年には「阿児奈波」（『唐大和上東征伝』）との表記が見られる。
これは、鑑真を乗せた遣唐使船が753年に「阿児奈波」（あこなは、おきなは。現在の沖縄本島に比定）の地に到着した事による。
「流求」の表記は当時、台湾と沖縄周辺を包括して指す言葉であり、その状況は隋代から宋、元代に至るまで変わらなかった。
中世に入った14世紀に察度王統が明に朝貢し、漸く中国から「琉球」と認識される事になる。

### 中世
初代中山王の察度は1368年（洪武元年）に真言宗の勅願寺（後に護国寺）の創建と熊野信仰の波上宮の創建を行っている。
伝説上は、『中山世鑑』や、『おもろさうし』、『鎮西琉球記』、『椿説弓張月』などで、12世紀、源為朝（鎮西八郎）が現在の沖縄県の地に逃れ、その子が琉球王家の始祖舜天になったとされる。
真偽は不明だが、琉球王国の正史たる『中山世譜』、『中山世鑑』ではこのように扱われており、16世紀前半の「鶴翁字銘井序」等に起源が見られた日琉同祖論に起源があると考えられている。
また、第二尚氏2代尚真王は1522年（嘉靖元年）に建立した「石門之東之碑文」に漢文で「尊敦（舜天の神号）から20代目の王」と彫らせ、続く3代尚清王も1543年（嘉靖22年・天文12年）に建立させた「かたのはなの碑」の表碑文に和文で「大りうきう[琉球]國中山王尚清ハそんとん[尊敦]よりこのかた二十一代の王の御くらひ[位]をつきめ[継目]しよわちへ」と彫らせ、裏碑文に同様の内容を漢文で彫らせていることから、少なくとも琉球王統は大和の血（清和源氏）を引く舜天に祖を求めていたと考えられる。
この話がのちに曲亭馬琴の『椿説弓張月』を産んだ。日琉同祖論と関連づけて語られる事が多く、この話に基づき、大正11年には為朝上陸の碑が建てられた。
表側に「上陸の碑」と刻まれて、その左斜め下にはこの碑を建てることに尽力した東郷平八郎の名が刻まれている。『中山世鑑』を編纂した羽地朝秀は、摂政就任後の1673年3月の仕置書（令達及び意見を記し置きした書）で、琉球の人々の祖先は、かつて日本から渡来してきたのであり、また有形無形の名詞はよく通じるが、話し言葉が日本と相違しているのは、遠国のため交通が長い間途絶えていたからであると語り、王家の祖先だけでなく琉球の人々の祖先が日本からの渡来人であると述べている。伊波普猷はこの「羽地仕置」の一文を以て日琉同祖論を（明確に公式文書に）記したのは羽地朝秀が最初であるとする。高良倉吉はその事について、羽地は当時の久高島参詣につき毎年琉球王が参詣するのは大変であり負担であるから簡素化するべきであると諌上するための、故論例示として日琉同祖論を持ち出したに過ぎないと批判している。
なお、『中山世譜』・『中山世鑑』では、神代より天孫氏は25代に亘って沖縄本島を支配したが、およそ12世紀末頃に地方豪族（按司・あじ、後述）が各地で反乱を起こし、天孫の重臣である利勇（りゆう）が王を弑し自ら僭称す。
しかし各地の按司は彼に従おうとせず、浦添按司舜天が利勇を討ち取って国を統一した。舜天の家は3代にかけて支配したが、第3代義本によって英祖に禅譲が行われて断絶した。英祖は5代にわたって治めたという（英祖王統）。

### 農耕社会の成立とグスク時代

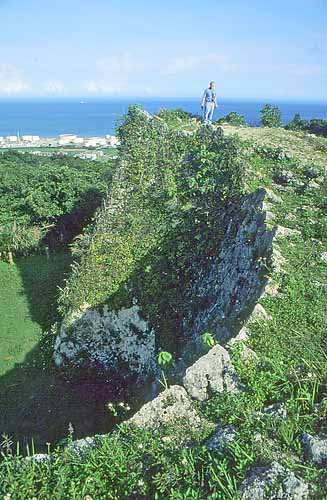
グスク跡（世界遺産）

グスク時代（論争はあるが12-16世紀頃）から、数多くの農耕遺跡が発見され、世界遺産である各地のグスク跡をはじめとする考古学的史料が豊富に現れる時期となる。
12世紀ごろから琉球でも稲作・畑作を中心とした農耕社会に移行し、文明の度合いが色濃くなってきた。農耕を基盤とした社会が成立と、集落は海岸部から農耕に適した台地に移る（貝塚時代後期後半には遺跡が台地上に移行する）。
この時代をグスク時代と呼ぶ。
この時代は日本本土や中国大陸との交流が盛んで、中国だけでなく東南アジアの陶磁器も輸入されており、アジア貿易の中継点としての重要性を増してきた。これらで力をつけた有力者は地元の農民を束ねて豪族（按司・あじ）となり、石垣で囲まれた城（グスク）を築き、周辺の集落を傘下に入れ小国家へと発展した。
舜天や英祖といった王朝初期の王も、この頃の有力な按司のことであったと考えられる。
日本から平仮名が導入され（1265年に日本僧禅鑑が伝えたとも言われる）、表音文字として文書全般に利用されたほか、中国や東南アジアとの交流もあり、これらが融合してその後の琉球文化の基となった。
琉球神道はノロといわれる女性祭司の力が非常に強いシャーマニズム的なもので、古い神道にも近い要素がある。後に仏教も伝来した。
1291年に元軍が襲撃した「瑠求」は台湾のことであり、「元軍を英祖王が撃退した」という逸話は「瑠求＝琉球」と誤認したことから生じた空想であるとされる。

### 三山時代

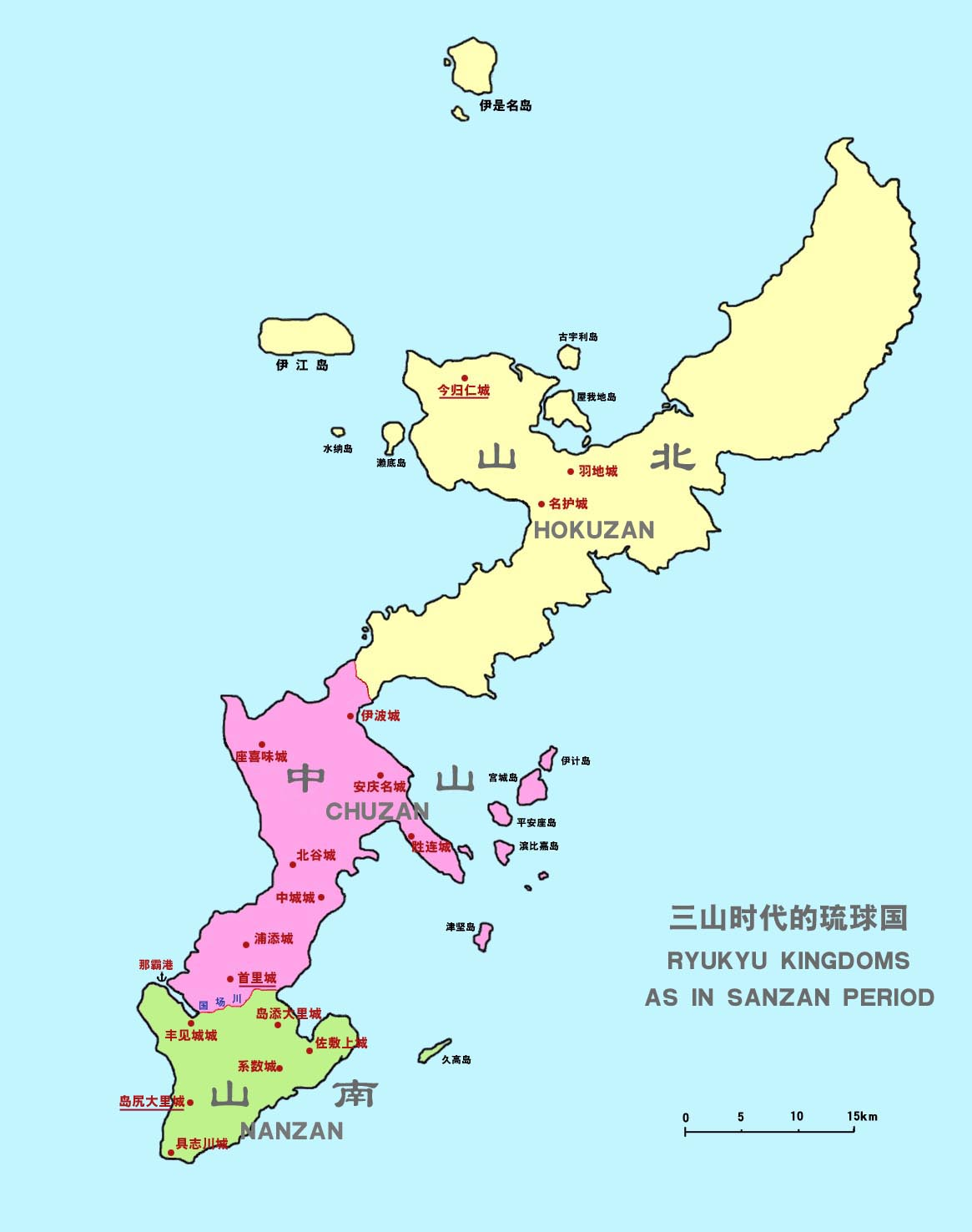
三山時代の勢力図

14世紀に入ると各地の按司を束ねて三つの国にまとまった。英祖王統5代西威王を滅ぼした察度が治める中部の中山、承察度が治める南部の南山（山南）、怕尼芝が治める北部の北山（山北）である。
なお、怕尼芝は英祖の次男の湧川王子の曾孫、承察度は英祖の五男の大里按司の孫であると言われる。察度は英祖王統3代英慈王の次女真銭金を母に持つと伝わる（『中山世譜』・『中山世鑑』）。
この時代を三山時代と呼び、約100年続いた。いずれも中国の明朝に朝貢し、正当性を主張するなどして争いあったが、中山の佐敷按司であった尚巴志が急速に勢力を伸ばし、1406年に察度の子である武寧を滅ぼして統一への動きを見せた。
また1388年に宮古の豪族の与那覇勢頭豊見親真佐久が中山に上り、1390年に中山王察度に八重山の使者と共に朝貢を行い臣下の礼をとる。

### 第一尚氏王統

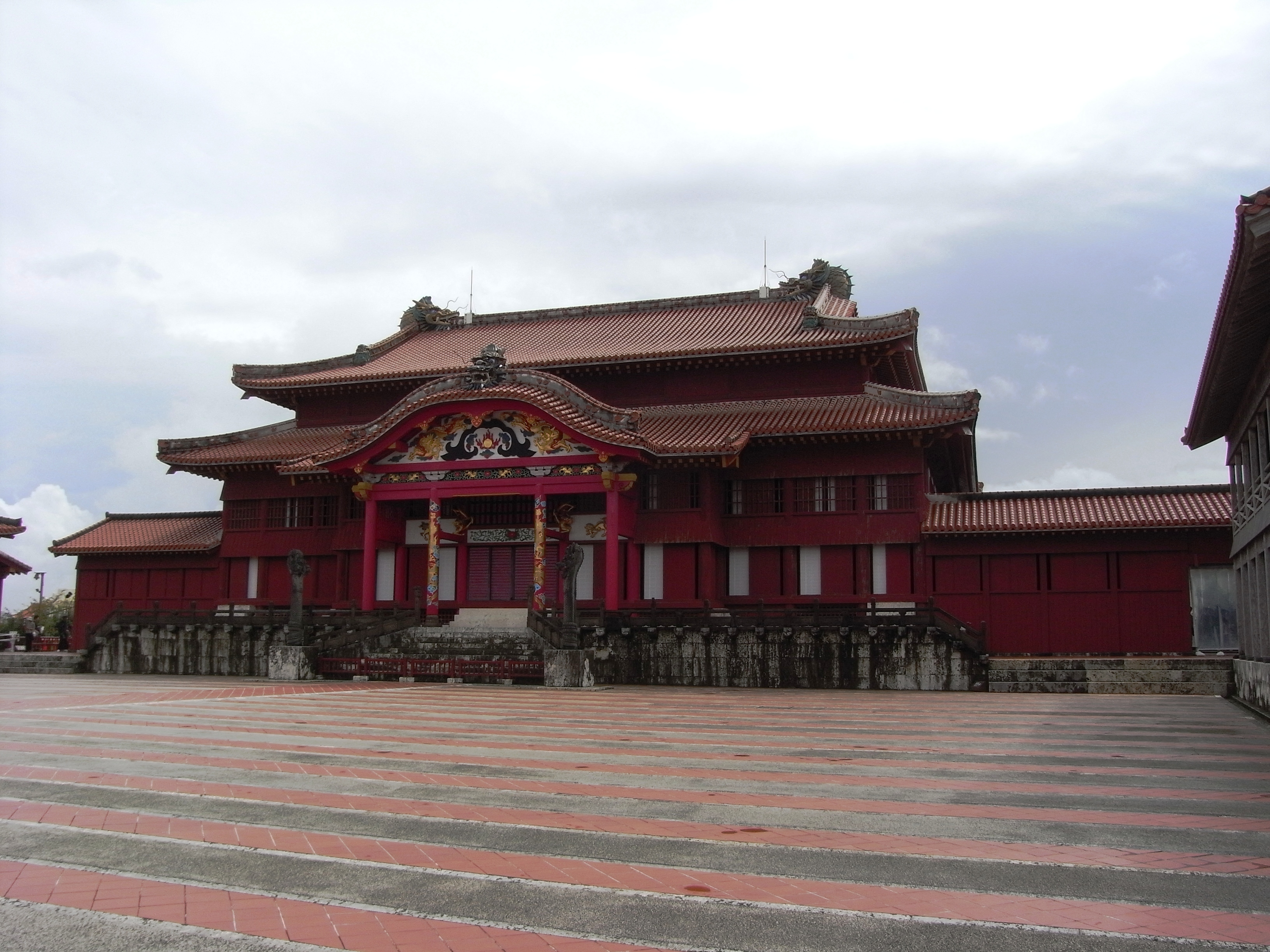
首里城正殿（復元）

中山王武寧を討った佐敷按司尚巴志は首里城を王都とし、父の尚思紹を中山王とする。これが第一尚氏王統の始まりである。巴志はさらに山北の攀安知、山南の他魯毎を討ち、1429年、三山統一を成し遂げる。これをもって琉球王国の始まりとする。巴志は父の死後、第二代の王となるが、その後の国王はいずれも短命であった。尚思達王は1447年、奄美大島を征服し王国の版図に加えた。
尚金福王（巴志の六男）は第5代琉球国王となるが1453年、彼も在位4年で死去した。金福の後継を巡って息子の尚志魯と弟の尚布里が争った結果、首里城は焼失、明からの「琉球国王之印」も失った上、両者相討ちとなった（志魯・布里の乱）。ここで巴志の7男である尚泰久が明へ使者を送り、国王印を下賜されて第6代王位に就いた。尚金福王が、それまで島だった那覇と首里を結ぶ「長虹堤」の建設を始めるも幾度となく頓挫、1451年（景泰2年・宝徳3年）に天照大神を日本から招き、祈願したところ完成したため、那覇若狭町に天照大神を祀った長寿宮（後の浮島神社、1988年（昭和63年）に波上宮内仮宮に遷座） を創建したとある。これが史書で確認できるものとしては初の神社建立である。このほかに創建年は前後し諸説あるが、波上宮（勅願寺と共に1368年創建が有力）、沖宮、識名宮、普天間宮、末吉宮、安里八幡宮、天久宮、金武宮の八社（琉球八社）が整備された。このうち、七社が熊野権現を、一社は八幡大神を祀っている。琉球国一の宮は波上宮である。また、京の禅僧、芥隠承琥が1450年に琉球に渡り次の尚泰久王に仕え、琉球の臨済宗の開祖となった。
尚泰久王は「万国津梁の鐘」を鋳造し、首里城正殿にかけさせた。日本僧渓隠安潜に選ばせた文章を鐘に刻み付け、「異産至宝は十方刹に充満せり」とした。1458年に完成すると在位7年で死去した。この鐘は現在は沖縄県立博物館・美術館に所蔵され、国指定の重要文化財に指定されている。また首里城にはそのレプリカがある。
尚徳王は1466年、喜界島に親征し王国の版図とする。同年に芥隠承琥を使節として足利義政に謁見させる。しかし尚徳王は在位9年で急死する。法司（後の三司官）は尚徳王の世子を王に推挙しようとしたが、安里大親がこれを押しとどめて、重臣たちを前にして、尚泰久王の重臣であった金丸（尚円王）を次期王に推挙した。重臣たちはこの提案に賛同し、これによって、金丸が1470年、国王に即位した。金丸は、1472年には明から冊封使が派遣され、中山王に封じられた。金丸が即位した経緯については、正史の記述のほかに、クーデターだったのではないかとの説があり、実際に金丸によって第一尚氏王統の王族はほとんどが殺害されている。
この時代の交易関係については、尚泰久王は「異産至宝は十方刹に充満せり」と称しているが、「歴代宝案」においては「本国は貢物が稀少です」と一貫して述べられており、異産至宝はあっても貢物は少なかった事が分かる。両者の整合性については不明だが、とりあえず「異産至宝」が充満しているとは述べられているが、それが王府の所有物だとは一言も述べられていない点は指摘できる。
また尚徳王は、1465年に明に対し、概略次のように述べている。「近年、我が方の附搭貨物に対しては、絹物が給されていますが、お蔭で銅銭が欠乏して貢物が買えません。我が国の産物は馬と硫黄だけで他の物は他国から購入しております。どうか銅銭を給してください」王府が厳しい懐事情をやりくりして、懸命に朝貢を続ける様子が窺える。

### 第二尚氏王統

#### 琉球の黄金時代

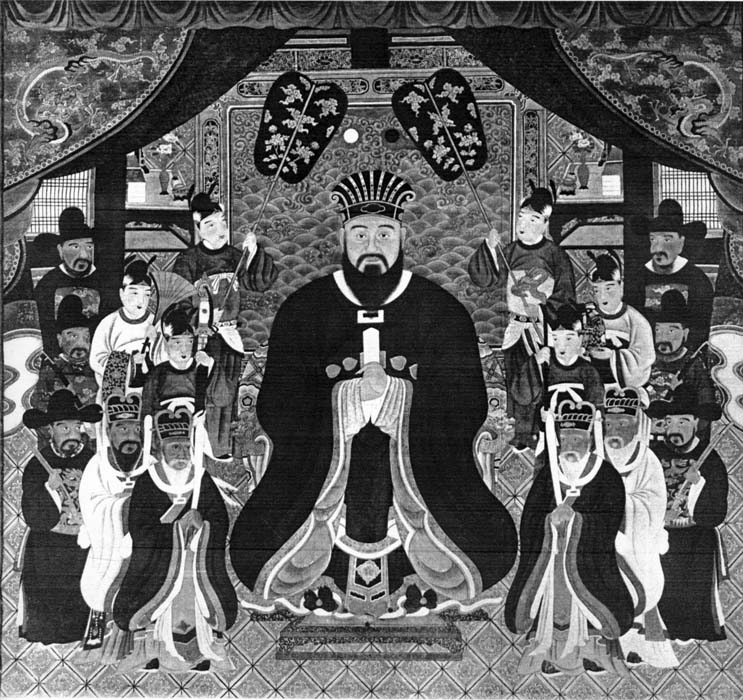
尚真王の治世は琉球の黄金時代であった。

金丸は即位後尚円王と名乗り、第二尚氏王統が始まる。尚円王は在位7年で亡くなると、世子・真嘉戸樽（まかとたる）が幼かったので、弟の尚宣威王が即位した。しかし、国王宣下の際に神官が真嘉戸樽に神託を読み上げるという屈辱を受け、尚宣威王は在位6か月で退位し、越来に引退した。その年の内に薨去したと伝えられる。
1477年に真嘉戸樽は王位に就き、第3代・尚真王として50年にわたって在位し、琉球の黄金時代を築く。彼は仏僧の意見を取り入れ、王の死と共に行われてきた女官の殉死を廃止し、御嶽信仰を中心とした宗教を整備した。さらに南山と北山の按司を首里に強制移住させ、代わりに按司掟（あじおきて、代官）を送って、王を頂点とする中央集権化を進めた。また国民が所有していた刀剣や弓矢を没収して、国家による武力の一元管理を行うことで国内の騒乱を防ぐと共に、国防の備えとした。
第二尚氏は第一尚氏に引き続き、中国に対する朝貢と、進貢品を買うための貿易活動を行った。この点については「海禁政策の間隙を突き、中国と東南アジアとの中継貿易を行った」と説明される事があるが、王府側見解にはそんな話は一切見られない。実際、アルブケルケによれば、1511年時点で中国人商人はマラッカで普通に活動しており、その人口はむしろマレー人より多く最多であるとの事である。この頃の東南アジア貿易については、王府自身の説明は前時代と変わらず「品物が稀少であるのは深く便ならず（本國産物稀少缺乏貢物深爲未便）。だから買いに来ました」としており、進貢品に乏しい内情を強調して、協力を求めている。このような朝貢の在り方について、1606年に尚寧冊封正使として来島した夏子陽は、王府の負担になっている事を指摘して、求めるべきではないとし、また中山の貢物は貧相なのが当たり前なので、貢物の良し悪しは問うべきではない、としている。また従来の二年一貢も、王府には出費が勝っている事実を指摘している。夏子陽はまた、これら海外の産物は日本人から購入しているとも述べている。王府の東南アジア貿易の内情がどうだったのかは、不明な点が多いが、とりあえずこのような貿易について、王府にどれほどの利益があったのか、という根本的問題については、「歴代宝案」によれば、60年間毫も利益が入らない、と王府自身が述べている。
このように明への朝貢は経済的負担が大きかったが、尚真王はこれに対し、領土を広げ、搾取を強化し、年貢収入を増大させる事で経済的基盤を安定させようと試みた。
正史「球陽（141号）」に曰く、「又三府及び三十六島をして重ねて経界を正し、税を定め貢を納れしむ」また「忠導氏家譜正統」には、「於是、請命、置役人、諸村令定毎丁賦数矣」とあり、仲宗根豊見親が中山の命令を請け、人頭税を定めた事が述べられている。八重山はこのような恐喝を拒絶したので、中山は公称3000 の兵で1500年（弘治13年）八重山を攻略、オヤケアカハチの乱を鎮圧し石垣島を征服。その後しばらくの八重山統治体制については、史料が混乱しており不明瞭だが、1524年に園比屋武御嶽石門を作ったことで知られる西唐を竹富島に帰郷させ、蔵元（八重山一帯を担当する王府の行政出張機関）を設置させて以後は、蔵元を中心とする統治体制が確立した。さらに1522年には与那国島を攻め鬼虎の乱を鎮圧、征服した。察度の時代から服属していた宮古を含め先島諸島全域を支配下においた。
奄美群島については、1447年、尚思達王が奄美大島を侵攻し、1450年から1462年まで喜界島を征服するためほぼ毎年攻撃していた。1466年、尚徳王が3000の兵をもって喜界島を制圧した。1537年には尚清王が、奄美大島の与湾大親に反抗の気配ありとの報告を受けこれを討つが、後に讒言であると判明したためその子孫を採り立てている。1571年（隆慶5年）には尚元王が、再び反抗を始めた奄美大島北部の首領達を鎮圧している。このように奄美群島、先島諸島を含め王国の最大版図を築いた。
このような年貢収入の増加と関連して、1600年頃に琉球米の日本本土への輸出という商売があった事が「琉球入ノ記」から窺える。既述の如く、中山の海外交易は史料上基本的に、明への朝貢か、朝貢用の物品購入に限られるが、これはその数少ない例外である。ただし輸出を請け負っているのはトカラ海域を本拠とする七島衆である。またこの史料からは、本土からの借金を米で返そうとした事も分かる。ただし結局は、その米すら払わずに踏み倒そうとしている。尚真王が必死で搾取強化に取り組んだにも関わらず、王府の財政が全然好転しなかった事が窺える。
「河充氏家譜」によれば、砂川親雲上旨屋によって、1597年に初めて宮古にサツマイモが導入された。1605年には本島にも野国総管により導入が行われた。八重山については1694年に波照間高康によって行われている。サツマイモは琉球諸島全土の食糧事情を劇的に改善した。宮古・八重山に至っては、米穀は全て在地頭目と王府に搾取されるため、下民は実に20世紀初頭までサツマイモとその葉や海藻が唯一の食糧となっており苛烈を極めた。また人口も増大したが、その反面、子供が多いと人頭税の負担額が増えるため、八重山ではしばしば嬰児殺しによる人口調節が行われ、それは明治時代まで続いた。野国総管と儀間真常の功績は現在も称えられている。因みに、薩摩にはその後1705年に琉球より伝来し、本土では琉球から来た芋としてリュウキュウイモ（琉球芋）と呼ばれ、現在はサツマイモの名称が定着している。
一方、1500年代末期頃より島津氏が琉球に対する圧力を強めたため、琉球はその対応に迫られることとなった。
この時代の記録は王府の外交文書の集成である『歴代宝案』に残されている。

## 近世

### 江戸幕府の明通商計画
豊臣秀吉は朝鮮出兵の際に、薩摩藩を通して琉球へ兵糧米の供出を厳命した。明の冊封国であったため尚寧王は一旦拒否するが、薩摩藩の仲介により要求された兵糧米の半分を供出し、役の兵站の一部を担う。1603年に江戸幕府が開かれると、幕府は中国大陸の明との交易再開を目指すようになる。また薩摩藩も度重なる普請、戦役などで窮乏する藩財政から琉球貿易の統制と奄美群島の奪取を志向する。
1602年（万暦30年・慶長7年）に仙台藩領内に琉球船が漂着、徳川家康は彼等を丁重に送還した。以後、家康への謝恩使の派遣と、日明貿易の仲介が薩摩藩を通して琉球王府に繰り返し要求されたが、時の尚寧王・王府は三司官・謝名親方が幕府・薩摩への対抗を主張し、幕府や薩摩藩からの交渉を一貫して黙殺。これを受け、幕府は武力で承諾させることとし、薩摩藩島津氏に対し琉球への侵攻を許す。琉球側は島津義弘、太守島津忠恒からの最後通牒も重ねて黙殺、侵攻に至った。

### 薩摩の侵攻
第二尚氏第7代尚寧の1609年3月4日、樺山久高ら薩摩軍3,000名余りを乗せた軍船100隻が薩摩の山川港を出帆した。3月8日に奄美大島へ上陸した。大島は薩摩に非常に協力的で、物資補給も行った。この時点で琉球王府は天龍寺長老を大島に派遣して降伏しようとしたが、何故か薩摩軍と接触せず、失敗した。3月17日に徳之島に13艘の先発隊が到達、一部で戦闘があったが速やかに制圧された。沖永良部島と次々に攻め落とし、3月26日、沖縄本島北部の運天港に上陸。27日、空になっていた今帰仁城下を焼く。またこの日、和睦全権として西来院菊隠が今帰仁に到着、降伏を申し出た。これを受け、那覇で和睦の談合を行う事が決まる。
その後首里から和睦の使者の行違いや那覇港の封鎖など処理を誤り、また樺山は内心、琉球を信用しておらず、薩摩軍主力を陸路あるいは渡具知浜から上陸させて首里に向けて進軍、浦添城を攻め落とした。29日、海路で大湾に移動。4月1日、薩摩軍は軍使を那覇に向かわせる一方、主力は首里へ迫り、午後2時頃到着した。ここまで薩摩軍に対し琉球軍は4000名の兵を召集し対抗したが、少数が会戦しただけで惨敗し、後は散発的な戦闘が起きただけであった。
その後ようやく那覇にて和睦の議が成り調印が行われたが、首里では、薩摩軍の侵入によって混乱が生じた。これに対し、薩摩軍軍使・市来織部と村尾笑栖が首里に移動して尽力し沈静化。摂政・三司官を人質として引き渡すのと引き換えに、首里侵入軍は那覇に退去し戦闘は一応終息した。尚寧が和睦を正式に申し入れ、4月5日に首里城が開城、軍が接収。4月15日には尚寧と共に鹿児島に出発。
翌1610年、尚寧は、薩摩藩主島津忠恒と共に江戸へ向かった。途上の駿府にて大御所徳川家康に、8月28日に江戸城にて将軍徳川秀忠に謁見した。忠恒は、家康から琉球の支配権を承認されたほか、奄美群島を割譲させ直轄地とした（ただし表面上は琉球王国の支配領地とされていた）。
1611年、尚寧と三司官は、「琉球は古来島津氏の附庸国である」などと述べた起請文への署名を強要され、これを拒んだ三司官のひとり謝名利山は斬首された。また、琉球の貿易権管轄などを書いた「掟十五条」を認めさせられ、琉球の貿易は薩摩藩が監督することとなった。こうして薩摩藩は第二尚氏を存続させながら、在番奉行を那覇に置き、琉球王国を間接支配するようになる。
以後、尚氏代々の王は江戸幕府の将軍に、使節（琉球国王の代替り毎に謝恩使・将軍の代替り毎に慶賀使）を江戸上りで派遣する義務を負い、また琉球と清との朝貢貿易の実権を薩摩藩が握るようになった。琉球王国は附庸国となって通商と技術の伝播を義務付けられたが、清にも朝貢を続けた。薩摩藩と明・清への両属という体制をとりながらも、琉球王国は独立国家の体裁を保ち、独自の文化を維持した。薩摩藩は、江戸へ琉球の使節を連れたが、その際の服装は、琉球に清使節が来た際に用いる中国風のものを着させた。

### 王国の再建（羽地朝秀・蔡温らの改革）
島津侵攻直後の1611年、慶長検地が行われ田畑に石高制が導入され幕藩体制に組み込まれる。侵攻約50年後の1665年、羽地按司朝秀が摂政に就任し、疲弊した琉球を立て直すために一連の改革に乗り出した。羽地仕置（1673年）を制定して、人心の立て直しを図る一方、系図座を新たに設けるなど、王府機構の改革を行った。また、琉球初の正史『中山世鑑』を編纂した。他にも新たに行政区として間切を新設し、各間切には間切番所を設置するなどして地方改革も実施した。間切制の導入により地方役人の位階も定められた。
羽地朝秀の改革は蔡温へと受け継がれる。蔡温は、農作業の手引き書『農務帳』1734年を発布して農業生産の向上を目指し、治水・灌漑事業を実施して、全国の河川改修を行った。改修された河川は数十にも上った。蔡温は自ら現地へ赴き、改修事業を指揮するなど、多大な情熱を注いで農業改革を実施した。また、「元文検地」を実施して全国の耕地の測量調査を行った。他に、山林改革、王府財政の建て直しなども実施した。
この頃、甘蔗（サトウキビ）から黒糖を作る技術が麻平衡・儀間親方真常によって確立され、黒糖は貿易のための商品作物となった。また、琉球独自の格闘技・唐手（後の空手）やヌンチャクも生まれ、琉球唐手からはトンファーも生まれた。
羽地朝秀、蔡温、儀間真常は琉球の五偉人に含まれ、今日でもその業績は高く評価されている。

### 中継貿易の衰退
幕末の頃から、琉球王国には欧米各国の船が来港して、航海の中継点として利用する為、開国の要求を行うようになった。1844年にイギリスとフランスが通商を求めて琉球を訪れた。薩摩藩は幕府に対応を求めたが、アヘン戦争（1840年）の情報を受けていた幕府は、琉球に限って薩摩の対英仏通商を許可し、1847年に薩摩が琉球を英仏に開港した。
1853年には米国のマシュー・ペリー提督が日本来航の前に琉球を訪れ、強制上陸して首里城入場を果たし、国王に米大統領からの親書を渡すことに成功した。続いてペリーは江戸幕府との交渉を行った。1854年3月31日（嘉永7年3月3日）に日米和親条約を結び、日本は開国した（黒船来航）。その帰路に再び首里城を訪れたペリーは、同1854年7月11日（咸豊4年6月17日）に琉米修好条約を結んだ。
清が海禁政策を緩和し、日本も開国したことで、江戸時代の鎖国下での4つの貿易ルート（松前藩 - 沿海州、対馬藩 - 李氏朝鮮、長崎 - 清・オランダ、薩摩藩 - 琉球 - 清）から、開港5港に貿易ルートの中心が移った。そのため、琉球を介した中継貿易は急速に衰え、また、中継貿易を支えた日清両属という琉球王国の体制も意義を失った。
なお、最初の来航の際に、ペリーは大統領から、通商の為に日本・琉球を武力征服することもやむなしと告げられており、親書を受け取らなかった場合は占領されたことも考えられる。米国は太平洋に拠点を確保できたことで、アジアへの影響力拡大を狙ったが、後に自国で南北戦争となり、琉球や日本に対する圧力が弱まった。

## 近現代の琉球・沖縄

### 近代

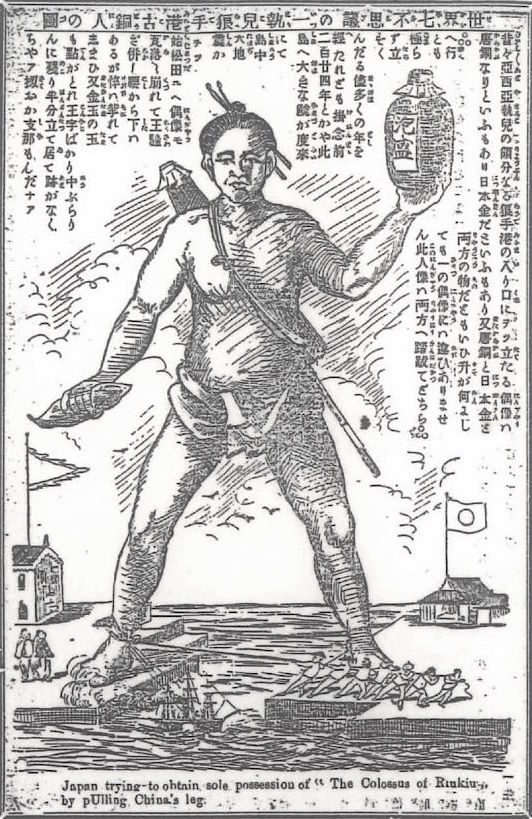
團團珍聞 明治12年5月24日

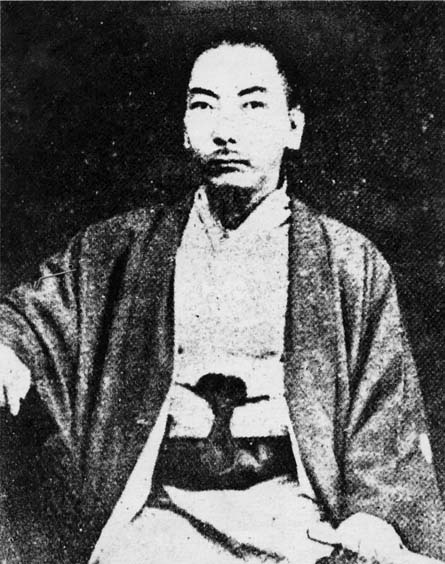
琉球王国最後の国王・尚泰

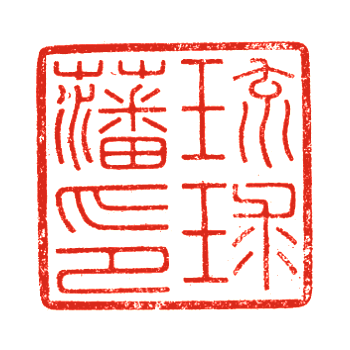
琉球藩の印（明治6年作成）

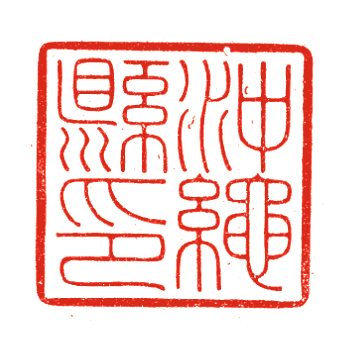
沖縄県の印（明治12年下付）

#### 琉球処分
琉球処分（りゅうきゅうしょぶん）は、明治政府により琉球が併合された一連の過程。1872年（明治5年）の琉球藩設置に始まり、1879年（明治12年）の沖縄県設置に至る。
この一連の動きにより日本と清の両属的地位にあった琉球王国は明確に日本領となり、沖縄県へ改組された。
鹿児島県は、中山王府の施政は時世に合っておらず不都合が多いとして、指導のため、旧暦明治5年1月5日（1872年2月13日）、奈良原幸五郎、伊地知貞香を送った。在島中、宮古島島民遭難事件の生き残りが帰着し、伊知地らが事情聴取して報告書を書いた。
旧暦5月30日（7月5日）、大蔵大臣であった井上馨が、琉球国の版籍を収めしむる事を建議した。6月2日（7月7日）、正院はこれを是認し、「如此曖昧の事匡正せざるべからず。之を処分する如何して可ならん」と下問した。これが「処分」なる用語の始めである。これに応じて外務省から次の3ヶ条の申し立てがあった。外国との私交停止、尚泰を華族に列し、琉球藩王の宣下を賜う。
旧暦6月21日（7月26日）、鹿児島県から琉球在勤の官員が到着した。官員は次の命令を伊地知らに伝えた。概略「維新以来国王より慶賀の礼を修めし事無し。速やかに登京せしむべし」伊地知らは国王にこれを伝えた。結果、伊江王子尚健、宜野湾親方、喜屋武親雲上が慶賀の使節に任命された。旧暦7月27日（8月30日）、琉球使臣、鹿児島着。旧暦8月14日（9月16日）、東京着。
旧暦9月14日（10月16日）、天皇より、尚泰を藩王に封じ、華族に列せらるる詔勅が下される。尚健は「聖恩重渥恐感の至に勝へず」と答え、代理として詔勅を受ける。
旧暦9月20日（10月22日）、新貨幣並びに紙幣3万円が王に下賜される。
旧暦9月28日（10月30日）、琉球藩の外交権を、外務省に移す。
旧暦10月10日（11月20日）、琉球藩の負債20万両を政府が肩代わりする。
1873年（明治6年）7月29日、琉球藩より、年貢の減免、具体的には賦米等の名目並びに砂糖納を廃止し、年に8200石を常額とする旨、請願があった。1874年（明治7年）6月23日、この通り8200石に定まる。なお、藩内の百姓に藩政府が課す年貢が軽減された事実は一切ない。既述の通り、藩政府は負債が全てなくなり、3万円の小遣までもらったが、人民に還元する事は一切無かった。
1875年（明治8年）5月13日、松田道之、琉球へ出張を命じられる。29日にその使命につき具体的指令が下るが、その中で、冊封の廃止が命じられていた。
1875年7月10日、松田道之那覇着、同日、首里城内で三司官に政府よりの書簡を交付。琉球藩は清国との絶交命令に動揺し、以後、撤回するよう請願を繰り返す。
1879年（明治12年）1月26日、松田道之、再度琉球に出張し、清国との絶交を督促する。同意得られず。
同年3月12日、松田は琉球処分官として政府・内務省官吏40余名、内務省警視庁巡査160名余を率いて横浜港を出港。台湾出兵、士族反乱、西南戦争を鎮定し鹿児島に駐屯していた熊本鎮台半大隊300余名を率いて3月27日琉球に到着、首里城に入城し、城の明け渡しを布告した。同29日、尚泰は首里城を退去した。
同年4月4日 「琉球藩ヲ廃シ沖縄県ヲ被置ノ件」琉球版廃藩置県の布告。名実ともに琉球王府は廃止された。5月7日、宮内卿徳大寺実則らが中央から出港し来沖、旧琉球藩王尚泰は東京に連行された。
清は、この動きに反発し、両国関係が緊張した。翌1880年（明治13年）、日本政府は日清修好条規への最恵国待遇条項の追加とひき替えに、沖縄本島を日本領とし先島諸島を清領とする先島諸島割譲案（分島問題）を提案した。清も一度は応じ仮調印したが、「清は八重山諸島と宮古島を望まず、琉球領としたうえで清と冊封関係を維持したままの琉球王国を再興させる」という李鴻章の反対によって妥結にはいたらず、琉球帰属問題も棚上げ状態になった。
最終的な領有権問題の解決は1894年（明治27年）の日清戦争後で、戦争に敗れた清は台湾を割譲、同時に琉球に対する日本の主権を認めざるを得なくなった。
これらの琉球藩設置から廃藩置県後の琉球王族の華族の地位の授与までの一連の流れを琉球処分と呼び、このうち、琉球藩設置を第一次琉球処分、廃藩置県から尚泰王の日本の華族として侯爵の身分を授与までを第二次琉球処分ということもある。

#### 近代化政策
正式に日本の領土とされた沖縄県であるが、その実情は、明治維新後に近代化を急いだ日本本土に比べても更に法整備が遅れ、琉球時代旧来の体制が長く残存することとなった。先島諸島の人頭税廃止を求める住民が宮古島で運動を起こしたことをきっかけに、沖縄県各地で旧制度廃止・改善をめぐる運動が起こった。運動は1890年代に県庁農業技師の謝花昇を中心に高揚し、県政の改善や参政権を要求した。この運動の成果かはわからないが、徴兵制、地租改正、市町村制、府県制、衆議院議員選挙法などが、概ね本土から10年から25年遅れて施行された。
一方で明治政府による沖縄県の日本化は、時局とともに強まっていった。1890年1月、天皇への崇敬心を養うことを目的に、琉球八社の中心であった波上宮を官幣小社に列した。これらの動きと並んで、沖縄各所にあった御獄(うたき)、拝所は村社として整理・統合され、拝殿や鳥居を設置し、神道の布教が実施された。これらの政策の一環として、1898年1月には徴兵令が施行された。
政府は1885年 - 1900年までに大東諸島の領有を宣言、沖縄県に編入した。南北大東島には実業家の玉置半右衛門らが入植し、ここは製糖事業などのために半ば植民地支配のような状況下に置かれた。1912年には沖大東島にリン鉱石鉱山（ラサ島鉱業所）が開山。
1920年（大正9年）に、南洋諸島が日本の委任統治になると、新天地を求めた住民が環境の似たこの地へこぞって移住した。また同時期に、ハワイやブラジルなどの中南米諸国へも多数が移民した。大正末期から昭和初期にかけて、以前から多発していた干魃による農産物の不作や、第一次世界大戦後の戦後恐慌から昭和恐慌までの日本本土の経済状況を受けた大不況により重度の貧困と食糧不足に見舞われ、貧家ではソテツの実や幹を毒抜きして食べたりもしたが、毒抜きが不十分で死んでしまうこともあり、「ソテツ地獄」又は「ナリ地獄」と呼ばれる状況となった。この貧窮は、さらに出稼ぎを目的とした本土（特に大阪市大正区には、沖縄からの出稼ぎ労働者が多く移住してきたため、現在でもその一部とその子孫らが暮らしている）や南洋諸島、中南米への移民を促進することとなった。
戦前の沖縄本島には軌道系交通機関が存在した。明治時代末期に沖縄電気軌道が沖縄初の運輸営業を行う鉄道が開通したのを皮切りに、大正時代には沖縄本島に鉄道会社が4社にまで増加、営業路線も北は嘉手納、南は糸満、東は与那原まで拡大し、絶頂期を迎えた。しかし、昭和時代に入ると道路整備の発達により、新たにバス会社が参入すると、鉄道の輸送人員は減少し、1930年代後半に次々と廃業、さらに追い打ちをかけるように、沖縄戦により線路などの鉄道の全施設が破壊された。そして、戦後になっても2003年に沖縄都市モノレールが開通するまで復旧することなく消滅した。

#### 第二次世界大戦

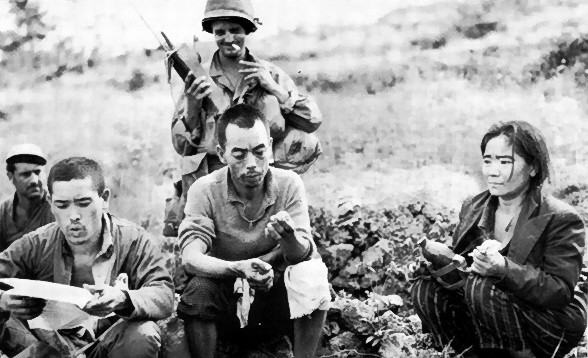
米軍に捕縛された民間人

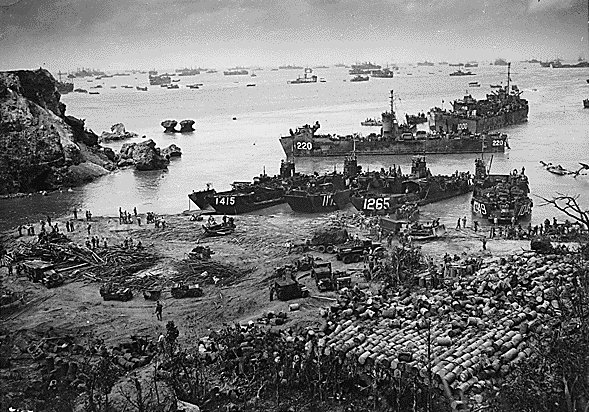
上陸中の米軍 (4/13)

第二次世界大戦（太平洋戦争）では、1944年（昭和19年）10月10日に本土空襲に先駆けた激しい空襲によって那覇市の90%が壊滅し（十・十空襲）、上陸戦開始前に第32軍司令部と島田叡沖縄県知事の努力で行なわれた本土疎開でも、学童疎開の対馬丸の被雷喪失など、被害が発生していた。
1945年（昭和20年）3月26日、慶良間諸島にアメリカ海軍艦隊が集結し、3月29日にこれを占領した。4月1日に米軍は55万人の兵力で沖縄本島の読谷村（沖縄本島中部）から上陸し、すさまじい砲撃と空襲を加え進攻してきた。圧倒的なアメリカ軍の火力の前に、首里城地下を本部にした日本軍との間で壮絶な地上戦が行われ、沖縄県民も沖縄防衛隊を配置、多くの一般人も戦闘に参加し、日本軍と共に亡くなった。第32軍司令官牛島満陸軍中将が自決した6月23日に組織的戦闘は終結、実質的な戦闘は7月4日に終了し、9月7日に降伏文書が取り交わされた。
また、戦争に伴って行われたマラリア発生地域への住民の強制疎開や、物資の移動、栄養状態の悪化、マラリアの集団罹患が発生した（詳しくは戦争マラリアを参照）。

### 戦後

#### アメリカの統治による琉球政府

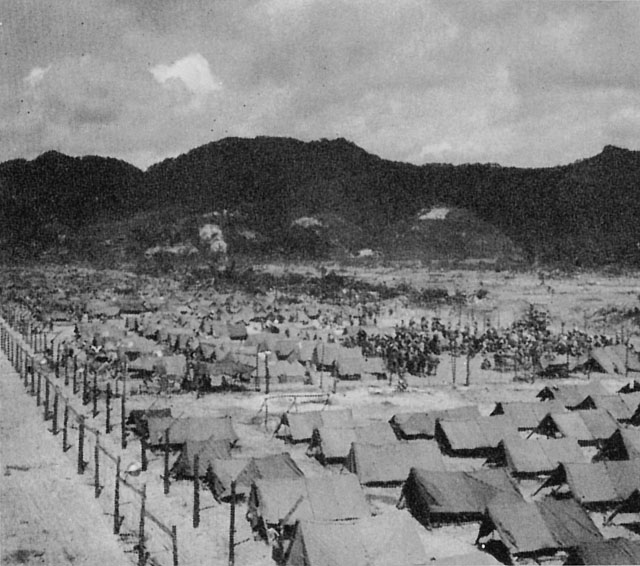
沖縄本島における収容所

戦争終結後、アメリカ政府は沖縄県は独自の国（＝かつての琉球王国）で、日本人（大和民族）に同化された異民族としてアメリカ軍政下に置いた。しかし、朝鮮戦争の勃発によってアメリカ政府の琉球に対する見方は「東アジアの要石」へと次第に変化し最前線の基地とされると、アメリカ本土からの駐留アメリカ軍が飛躍的に増加した。旧日本軍の施設以外に、米軍は軍事力に物を言わせ、住民の土地を強制的に接収した。いわゆる「銃剣とブルドーザーによる土地接収」である。
1952年（昭和27年）4月28日発効のサンフランシスコ講和条約で、潜在的な日本の主権回復は認めながら、正式にアメリカ軍の管理下に置かれるようになった。アメリカは琉球政府を創設して軍政下に置き、各地にアメリカ軍基地・施設を建設した。アメリカ兵による事故・事件が頻発し、住民の死亡者も相次いだ。この状況に対し、県民有志は「島ぐるみ闘争」と呼ぶ抵抗運動を起こし、また、このころから県民は日本復帰を目指して活発な祖国復帰運動を行い、1960年（昭和35年）に沖縄県祖国復帰協議会（復帰協）を結成した。なお、当時の米大統領アイゼンハワーは、返還する気は全く無かったようである。
1960年代（昭和35年-昭和44年）のベトナム戦争によって沖縄が最前線基地とされると、駐留米軍が飛躍的に増加し、これに伴って事件・事故も増加した。また爆撃機が沖縄から直接戦地へ向かうことに対し、復帰運動は反米・反戦色を強めた。一方、米軍による需要がある土木建築業、飲食業、風俗業などに携わる勢力は、復帰反対や米軍駐留賛成の運動を展開し、彼等の支援された議員が復帰賛成派の議員と衝突した。

#### 日本の施政下へ
1960年代後半からは、沖縄から本土を目指す若者が増加。中・高を卒業した新卒者が数千人単位で本土で就職し、最後の人的供給源として注目された。本土の劣悪な労働環境や生活になじめない者も多く、琉球政府の調べでは1年半で3割近くの者が離職する傾向が見られたが、一方で人的移動の活発化は沖縄と本土の心理的な距離を縮める役割を果たした。
日本の佐藤栄作政権は、1970年（昭和45年）に予定される安保延長と共に、沖縄県の本土復帰を緊急の外交課題とした。このため、70年安保延長反対を唱える日本社会党や日本共産党は、安保と同列の沖縄返還論に反発し、新左翼や学生運動、各種労働組合までも反安保、反返還のテロ活動を日本国内で繰り広げた。
1970年（昭和45年）12月20日未明、沖縄本島中部のコザ市（現・沖縄市）で、米軍兵士が連続して起こした2件の交通事故を契機にコザ暴動が発生した。
1969年（昭和44年）の日米首脳会談では、アメリカ大統領ニクソンが沖縄返還を約束した。屋良朝苗や復帰賛成派の県民は日本復帰と同時に米軍基地の全面返還を望んだが、米軍基地を維持したままの「72年・核抜き・本土並み」の返還とされ、琉球政府は沖縄県となり、日本へ復帰した。
日本政府は返還協定第7条にもとづき、特別支出金として総額3億2000万ドルをアメリカに支払った。特別支出金の内訳は、米軍政下で設置された琉球水道公社・琉球電力公社・琉球開発金融公社のほか、那覇空港施設・琉球政府庁舎、あるいは航空保安施設、航路標識などの民生用資産の引き継ぎの代金1億7500万ドルが含まれた。

### 現代

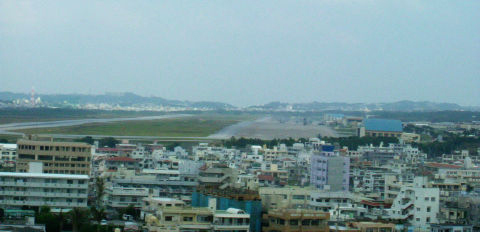
米軍の普天間飛行場

日本への復帰を記念して、1973年（昭和48年）には若夏国体、1975年（昭和50年）には沖縄国際海洋博覧会が開催された。しかし、基地関連と公共事業を除けば、これといった大きな産業は観光くらいしかなく、日本で一番完全失業率が高い状態が長年続いている。このため、沖縄県では1998年（平成10年）から「沖縄県マルチメディアアイランド構想」に基づき、海底ケーブルの陸揚げ本数が多いことから IX（Internet Exchange）の語に掛けて IT Exchange 等の呼びかけを行ない、コールセンターやIT企業の優遇策による誘致を活発に行なっている。その一方で内外から施設は立派であるが内容が伴わないとして箱物行政といった話題も多い。また、2000年（平成12年）には主要国首脳会議（サミット）が行われたのをきっかけに、国際会議、コンベンションといったイベント開催地としての体勢作りを進めている。
復帰前は就職難から県外への移住者が多く、転出者の増加により1968年（昭和43年）から3年間は人口が減少していたが、復帰後は逆に本土からの移住者（Uターン者を含む）が大幅に増え、2010年度（平成22年度）の合計特殊出生率は1.87人と、沖縄県の出生率が比較的高いこともあいまって人口は堅調な増加が続いている（沖縄県の人口統計を参照）。2005年（平成17年）以降、日本の人口は減少しているが、沖縄県が人口減に転じるのは2025年頃と、日本の全都道府県で最も遅いと予測されている。
現在も在日米軍の基地が多くあり、在日米軍基地の23.5パーセント（面積比）、米軍専用施設の74％が沖縄県に集中するという歪な構造となっている。1958年（昭和33年）、中国と台湾の武力衝突である台湾海峡危機の際、戦略的核爆弾を配備した。在日米軍基地の騒音・移転問題が解決されておらず、また米兵による県民への暴行事件などがしばしば起きている（ただし、これは沖縄特有の問題ではなく、本土でも神奈川県など米軍基地が集中する地区で同様の問題は起きている）。とくに1995年（平成7年）の少女強姦事件は、治外法権の認められた基地に逃げ込んだ容疑者を沖縄県警が確保できない事態となり、日米地位協定の理不尽さを露呈させた。強姦事件により県民の間には米軍基地の早期返還を求める声が再度強く挙がり、これを受けて1997年（平成9年）に日米両政府は普天間飛行場の全面返還を発表したが、移転先の選定が難航した。2004年（平成16年）に普天間飛行場所属のヘリコプターが大学構内に墜落した事故（→沖国大米軍ヘリ墜落事件）は、同飛行場の危険性を危惧する世論を再燃させた。2006年（平成18年）には普天間飛行場の移転や那覇港湾施設の返還を含めた米軍再編が決定したものの、実現には政治上の課題が多い。

#### 周辺を巡る国際関係
中華人民共和国および台湾は尖閣諸島を「固有の領土」であるとの主張を繰り返している。日本は「尖閣諸島は歴史的にも国際法上も明らかに日本固有の領土であり、かつ、実効支配していることから、領土問題は存在せず、解決すべき領有権の問題はそもそも存在しない」とする立場を取っている。
尖閣以外の沖縄県に対しても、第二次世界大戦後、台湾に渡った中華民国政府は沖縄返還協定が結ばれた際にプロセスに参加できなかったことを不服として、沖縄の本土復帰を承認しておらず、また日中国交正常化に伴って日本と断交したため、正式な外交関係としては日本の沖縄領有を承認していない（そもそも日本が台湾を国家承認していないため、不可能）立場にある。そのため台湾では公的、民間双方で沖縄県地域を「琉球」と称することがあり、政府文書などで時折日本と琉球が別の色で表示されている事などがある。もっとも、外交関係が無いため曖昧な状況下にはあるが、中華人民共和国ほど積極的に沖縄県地域に対する日本の主権に異論を唱えている訳ではない。また日本と中華民国は、台湾および沖縄周辺海域における漁業問題や海域秩序を話し合うため1996年（平成8年）以降漁業協議を計16回も開催していたが、2013年（平成25年）4月、第2次安倍内閣において、尖閣諸島問題などで中華人民共和国との関係が悪化している日本側の「中国と台湾が連携しないよう楔を打ちたい」思惑と、台湾漁業関係者からの漁労要求に対処する必要性と「日米との連携を打ち出したい」馬英九総統の外交路線が同調し、双方の間で異論なく妥結を急ぐ形となり、正式な外交関係がないため交流窓口同士で「日台漁業取り決め」を署名し、同年5月に漁獲高などの操業ルールが策定されないまま発効した。
中華人民共和国は尖閣問題に絡めて、沖縄の領有権を主張する動きを見せている。ただし未だ、尖閣のように国家として領土要求をしている訳ではない。例えば政府系研究機関が「沖縄県は終戦によって日本の支配から脱しているが、いまだ帰属先の策定が行われていない」と沖縄未定論を主張しはじめている。これに対して日本側では尖閣諸島問題は将来的な沖縄侵攻の布石と見ることも出来るとの指摘もある。

### 注記
1. ↑  なお「漂着」とする説が見られるが、文献、研究書で漂着と解しているものは見られず、原文も単に『同到阿児奈波』としているだけである。
2. ↑  琉球国を設置するとの太政官布告・太政官達などの公文書は見つかっていないが、法令における用例として、1.沖縄県下琉球国首里城ヲ陸軍省ニ受領ス（明治15年3月15日太政官達）、2.沖縄県下琉球国首里城ヲ陸軍省ニ受領ス（明治15年3月20日陸軍省達） 3.琉球国那覇港ニ於テ清国貿易ニ関スル船舶出入及貨物積卸許可法律（明治27年法律第3号）、4.千島大隅琉球諸島ニ設置スル郵便及電信局職員手当金給与ノ件（明治30年勅令第250号）、5.千島大隅琉球国諸島ニ設置スル郵便及電信局職員月手当金給与細則ノ件（明治30年8月5日逓信省令第27号）、6.裁判所設立廃止及管轄区域変更ニ関スル法律（明治32年法律第20号）、7.千島国国後島、同国択捉島、大隅国大島、琉球国八重山島ニ設置スル二等郵便及電信局職員在勤月手当給与細則（明治34年4月4日逓信省令第20号）、8.明治三十年勅令第二百五十号（千島、大隅、琉球国諸島ニ設置スル郵便及電信局職員月手当ノ件）中改正ノ件（明治36年12月5日勅令第265号）など。
そのほか、琉球国運天港之や琉球国国場村屯所用地之図といった地図の名称にも用いられ、また、住所の一部（「沖縄県琉球国…」の形）としても用いられた（例えば、古賀辰四郎による内務大臣宛て明治28年6月10日付「官有地拝借御願」など）。
3. ↑  「農耕の始まり」と「農耕社会の成立」は別個の問題だとし、近世琉球王国の末期に至るまで、沖縄には「農耕社会（経済の中心が農耕によって成り立つ社会）」が成立していない（=経済の中心は漁撈採取と交易）とする異論が提出されている（吉成，2020，pp.49-86）。
4. ↑  （ただし船は46艘しかないので半分が妥当と思われる）
5. ↑  日本では、明治5年12月2日（1872年12月31日）まで太陰太陽暦（旧暦）が採用されていた。翌日からグレゴリオ暦（新暦）が採用され、明治6年1月1日（1873年1月1日）とされた。以下の日付は、明治5年12月2日までは旧暦（括弧内に新暦での日付を付す）、それ以降は新暦である。